# 鄒希賢
鄒希賢（？—？），號星門，福建建寧府建安縣人，明朝政治人物。

## 生平
萬曆十三年（1585年）乙酉科福建鄉試舉人。萬曆二十年（1592年），登壬辰科第三甲第三十五名進士。户部觀政，二十一年任山東濮州知州，二十五年升刑部员外郎，二十七年三月升刑部署郎中，二十九年任宁波府知府，三十三年三月升浙江副使兼右参议，三十四年調巡海道，三十七年升本省參政，三十八年正月考察降一级调用。泰昌元年（1620年）降補江西參議，天啓元年养病。

## 家族
曾祖鄒金；祖父鄒漢；父鄒棠。